# اتیلن اکساید
اکسید اتیلن یا اتیلن اکسید، که همچنین با نام اکسیران هم نامیده می‌شود، یک ترکیب آلی با فرمول C2H4O می‌باشد. این گاز بی‌رنگ قابل اشتعال دارای بوی ضعیف شیرینی است و ساده‌ترین اپوکسید محسوب می‌شود. سه حلقهٔ موجود در ساختمان آن شامل دو اتم کربن و یک اتم اکسیژن می‌باشد. این ماده معمولاً به صورت یک مایع سرد و خُنک شده به کار گرفته شده و به همین صورت حمل می گردد. این ماده عمدتاً به عنوان پیش‌سازی برای گلیکول اتیلن و دیگر مواد شیمیایی دارای حجم بالا تولید می‌شود، اما در عین حال برای استریلیزاسیون نیز در پزشکی کاربرد دارد. اکسید اتیلن ایزومر استالدئید محسوب می‌شود. اتیلن اکساید در دمای اا درجه سلسیوس به گاز تبدیل می‌شود و در دمای پایین‌تر به شکل مایع می‌باشد و وزن مولکولی آن 45 گرم بر مول می‌باشد.

## مزایای اتیلن اکساید
قابلیت نفوذ بسیار بالایی دارد ، به‌طوری‌که اجسام متخلخل را به راحتی استریل می‌کند. برای استریل کردن ابزارهایی که به رطوبت حساسیت نشان می دهند( وسایل فلزی ) ، مناسب می‌باشد.

## معایب اتیلن اکساید
آلرژی زا و در غلظت 700 پی پی ام نیز بدون بو می‌باشد.یعنی در صورت نشت در محیط ، توسط انسان قابل شناسایی نمی‌باشد. به تازگی یکی از عوامل سرطان زا محسوب شده و نیز مخرب لایه ازون می‌باشد.
این گاز برای استریل کردن لوازمی که تحمل درجه حرارت 50-60 درجه سانتی گراد را دارند ، کاربرد دارد.

## روش‌های تولید
روش کلروهیدرین و
روش اکسیداسیون مستقیم